# Razdrto (gmina Postojna)
Razdrto – skupiona osada w gminie Postojna w słoweńskim regionie Wewnętrzna Kraina. Znajduje się na przełęczy między Nanosem (Pleša, 1262 m) na północy i Golim vrhem (710 m) na południu, za zachodnim krańcu Kotliny Pivškiej.
W pobliżu jest odbicie autostrady Postojna - Divača na Dolinę Wipawy. Niedaleko jest przy drodze Razdrto - Senožeče wielki kamieniołom wapienia, gdzie droga odbija na Dolinę Wipawy i dalej na Kras na Koper i Triest.
Osada ma wietrzny klimat z silnym wiatrem bora i zamieciami śnieżnymi zimą. Jest to punkt wyjściowy szlaków na Nanos, na którym jest schronisko. Przy potoku Smolevec, który uchodzi do Nanoščicy, jest przysiółek Hudičevec. Tu do 1974 działał młyn, teraz jest tam gospodarstwo turystyczne.
W osadzie stoi parafialny kościół świętej Trójcy, z głównym ołtarzem z XVIII w., który jest według planu architektonicznego i dekoracji rzeźbiarskich bliski dziełom pracowni kamieniarskiej Lazzariniego z Gorycji. Obraz ołtarzowy jest dziełem A. Herrleina. W kościele jest grobowiec szlacheckiej rodziny Rossetti, do której należał zamek w Orehku i okoliczne ziemie. Kościół należy do parafii Veliko Ubeljsko.

## Historia
Od czasów starożytnych jest głównym naturalnym przejściem między Lublaną, przez kotlinę Postojnej i Niziną Padańską, przez dolinę Wipawy.
Przez Razdrto przeszedł w 490 Teodoryk Wielki ze swoimi 200 tys. Ostrogotów. Legenda mówi, że wszedł na pobliską górę Nanos (Pleša), by zobaczyć swoje przyszłe posiadłości.
Obszar jest po raz pierwszy wzmiankowany pisemnie jako Preval. Wiódł tędy szlak do wsi Landol, Studeno i Planina. Szlak stracił na ważności po 1720, kiedy w czasach cesarza Karola VI zbudowano nową drogę przez Postojną, ciągle jeszcze przewożono nią maszty do stoczni w Trieście. Wtedy Razdrto otrzymało stację pocztową w pałacu Garzarolliego, którą przeniesiono tu z Hrušicy. Na skrzyżowaniu dróg nad morze i doliny Wipawy stało myto. Ossada najbardziej prosperowała w czasach furmanienia, z tych czasów pochodzi wiele dużych domów. W Razdrcie próbowali Austriacy w 1809 zatrzymać pochód wojsk francuskich. Ufortyfikowano Goli vrh i Školj.
Razdrto stało się częścią Krainy, z niemieckim toponimem Präwald i słoweńskim Razdrto'.
Po I wojnie światowej weszło, jak cała Wenecja Julijska, w skład Królestwa Włoch jako część gminy Hrenovice (wł. Crenovizza; tradycyjny włoski toponim (Resdrta) został zamieniony w 1923 na Preval, i w 1943 w Prevallo.
Po II wojnie światowej terytorium weszło w skład Jugosławii; obecnie Razdrto jest częścią gminy Postojna.

### Znaleziska archeologiczne
W okolicy zostało znalezionych wiele resztek prehistorycznych grodzisk, jak i z czasów rzymskich. Do początku I w. n.e., kiedy Rzymianie wybudowali drogę przez Hrušicę, główne połączenie między Akwileją i Emoną przebiegało przez Razdrto.
Osada na Gradišču (640 m) powstała w epoce żelaza, zamieszkana była jeszcze w czasach rzymskich. Jej rola była prawdopodobnie związana z nadzorem ruchu na strategicznie ważnym przejściu i skrzyżowaniu.